# Nicholas Delpopolo
Nicholas Delpopolo (nacido Petar Perović, 8 de febrero de 1989) es un deportista estadounidense que compite en judo.
Ganó una medalla en los Juegos Panamericanos de 2019 y seis medallas en el Campeonato Panamericano de Judo entre los años 2011 y 2018.

## Palmarés internacional
| Juegos Panamericanos    | Juegos Panamericanos  | Juegos Panamericanos | Juegos Panamericanos |
| Año                     | Lugar                 | Medalla              | Categoría            |
| ----------------------- | --------------------- | -------------------- | -------------------- |
| 2019                    | Lima (Perú)           | Medalla de bronce    | –73 kg               |
| Campeonato Panamericano |                       |                      |                      |
| Año                     | Lugar                 | Medalla              | Categoría            |
| 2011                    | Guadalajara (México)  | Medalla de bronce    | –73 kg               |
| 2012                    | Montreal (Canadá)     | Medalla de bronce    | –73 kg               |
| 2013                    | San José (Costa Rica) | Medalla de oro       | –73 kg               |
| 2014                    | Guayaquil (Ecuador)   | Medalla de bronce    | –73 kg               |
| 2015                    | Edmonton (Canadá)     | Medalla de bronce    | –73 kg               |
| 2018                    | San José (Costa Rica) | Medalla de bronce    | –73 kg               |